# کلیسای سنت نیکولاس (دوشنبه)

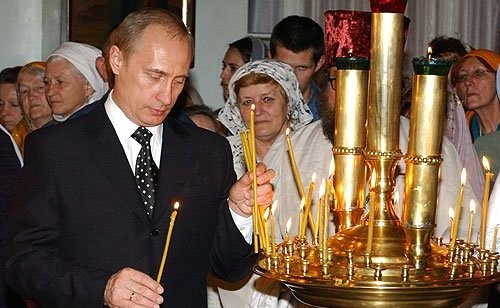
ولادیمیر پوتین در کلیسا

کلیسای سنت نیکولاس (روسی: Свято-Николаевский собор) یک کلیسای ارتدکس روسی است که در دوشنبه، تاجیکستان واقع شده‌است.